# Millidgella trisetosa
Genre
Synonymes
- Valdiviella Millidge, 1985 nec Steuer, 1904
- Valdiviola Miller, 2007
- Neovaldiviella Özdikmen, 2007

Espèce
Synonymes
- Valdiviella trisetosa Millidge, 1985

Millidgella trisetosa, unique représentant du genre Millidgella, est une espèce d'araignées aranéomorphes de la famille des Linyphiidae.

## Distribution
Cette espèce se rencontre au Chili dans les régions du Biobío, d'Araucanie, des Fleuves, des Lacs et d'Aisén et en Argentine dans la province de Neuquén,.

## Description
Le mâle décrit par Miller en 2007 mesure 1,75 mm et la femelle 1,95 mm. Les mâles mesurent de 1,55 à 1,7 mm et les femelles de 1,75 à 2,1 mm.

## Étymologie
Ce genre est nommé en l'honneur d'Alfred Frank Millidge.

## Publications originales
- Millidge, 1985 : Some linyphiid spiders from South America (Araneae, Linyphiidae). American Museum novitates, no 2836, p. 1-78 (texte intégral).
- Kammerer, 2006 : Notes on some preoccupied names in Arthropoda. Acta Zootaxonomica Sinica, vol. 31, no 2, p. 269-271.